# سبيكة النيوبيوم والقصدير

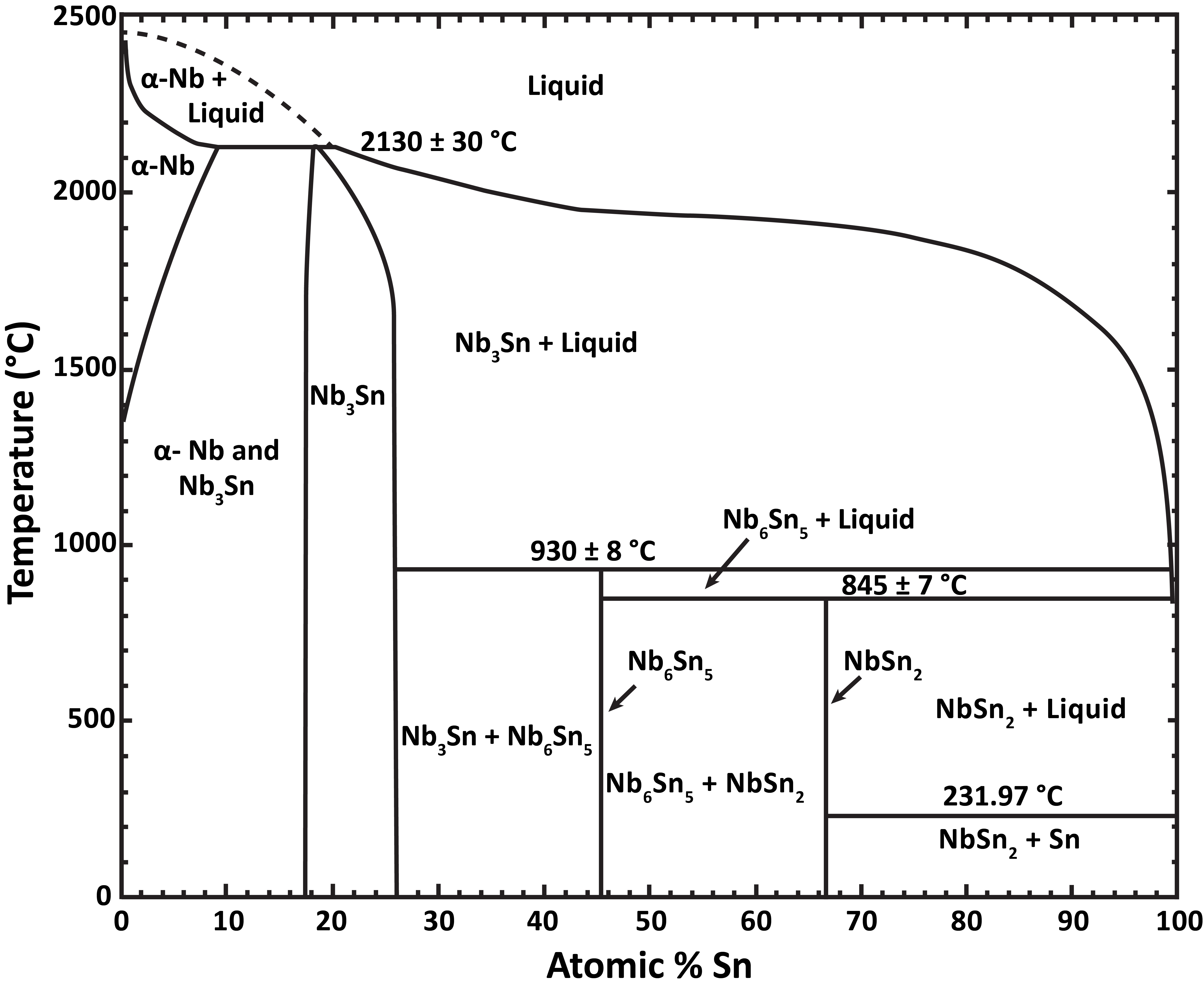
مخطط أطوار Nb-Sn

سبيكة النيوبيوم والقصدير (Nb-Sn) هي سبيكة مكونة من عنصري النيوبيوم والقصدير والمستخدمة بشكل شائع في تركيب الموصلات الفائقة من النمط II. تتكون هذه السبيكة من مركب بين فلزي ذي النمط البنيوي A3B التابع لبنية أطوار A15. إن هذه السبيكة أثمن من سبيكة النيوبيوم والتيتانيوم (NbTi)، ولكن يمكن بواسطتها الوصول إلى كثافة تدفق مغناطيسي حوالي 30 تسلا.